# Рябовол Олена Андріївна
Олена Андріївна Рябовол (? — ?) — українська радянська діячка, вчителька Жашківської середньої школи Київської (тепер — Черкаської) області. Депутат Верховної Ради УРСР 3-го скликання.

## Біографія
Освіта вища педагогічна.
На 1951 рік — вчителька Жашківської середньої школи Київської (тепер — Черкаської) області.